# Chaetaglaea cerata
Chaetaglaea cerata là một loài bướm đêm trong họ Noctuidae.